# Miho Imada
Miho Imada (Hiroshima, 1962), en japonés 今田 美穂, es una maestra de sake en Imada Shuzō en Akitsu, Hiroshima. Es conocida por elaborar uno de los mejores sake del mundo, un sector que en el pasado había prohibido la participación de mujeres. En 2020, fue incluida en la lista 100 Women de la BBC.

## Trayectoria
Imada creció en Akitsu, Hiroshima, lugar famoso por ser el lugar de nacimiento del sake estilo ginjo y conocida por su agua blanda. Imada Shuzō ha sido la destilería familiar desde 1868 y Miho Imada creció en ella. Aprendió el arte del sake de su padre y su abuelo, y en 1993 se inscribió en el National Research Institute of Brewing para aprender sobre la producción de sake. En 1994, regresó a Imada Shuzō y estudió con el tōji durante ocho años antes de convertirse en la maestra principal de sake cuando ese se jubiló en 2000. Además, es conocida por explorar variedades tradicionales de arroz para utilizarlas en su elaboración.
Antes de convertirse en maestra de sake a los 33 años, estudió derecho en la Universidad de Meiji y trabajó en el teatro Nh de Tokio. Noh es una forma tradicional de teatro musical japonés que data del siglo XIV y una de las más antiguas. Después de graduarse de la Universidad Meiji, comenzó a trabajar en la sección de actividades culturales de unos grandes almacenes de Tokio.
Hay alrededor de 30 tojis femeninas en Japón, pero cuando Imada se inició en la profesión, solo había unas pocas. Imada Shuzō es una pequeña cervecería en la zona rural de Hiroshima que produce un sake estilo ginjo aclamado internacionalmente. También es una de las únicas cervecerías de sake propiedad y dirigida por una maestra de sake.

## Reconocimientos
Apareció en el documental Kampai de 2019! Hermanas del bien. Imada fue incluida en la lista de las 100 mujeres de la BBC anunciada el 23 de noviembre de 2020 por su labor como una de las pocas mujeres tōji que fabrican sake en Japón así como por dominar este arte.